# Arnold Wise
Pour les articles homonymes, voir Wise.
Arnold Wise, né vers 1936 et mort le 4 juin 2025, parfois appelé Arnie Wise est un batteur de jazz britannique. 
Né au Royaume-Uni, il s'installe aux États-Unis en 1959. Il  étudie à la Massachusetts School of Art. Il se lie d'amitié avec le contrebassiste du trio, Chuck Israels, avec qui il collaborera à de multiples occasions. Ensemble, ils jouent, à l'époque, dans le trio du pianiste Steve Kuhn.
En 1959-1960, il part en tournée en Europe avec Israels. Ils se produisent au sein du trio du pianiste Jon Mayer (entre autres, pour un engagement au Chat qui pêche à Paris). Lors de ce séjour européen, Wise joue aussi avec Guy Lafitte (au club Caméleon 57), Claude Bolling et Tete Montoliu.
De 1965 à janvier 1967, Arnold Wise il est le batteur du trio du pianiste Bill Evans.
Wise a aussi joué avec Helen Merrill, Gary McFarland, Jimmy Giuffre, Jim Hall, Stan Getz, Coleman Hawkins, Monty Alexander, Dave Pike, Ellen Bullinger, Cybill Shepherd…
Au printemps 2010, il se produit avec le groupe The Smooth Spot Trio du pianiste et chanteur Michael Kevin Walsh.

## Sources
Il est difficile de trouver des informations concernant Arnold Wise. Dans sa monographie consacré à Bill Evans, Alain Gerber s'en sort par une pirouette :« Arnold Wise est un batteur d'un tel tact et d'une si sobre élégance que les auteurs de dictionnaires et d'encyclopédies ne semblent pas s'être avisés de son existence. »
On peut cependant trouver une interview du batteur p. 78-80 dans : Perry Robinson : The Traveller / Perry Robinson & Florence F. Wetzel. Writers Club Press, 2002.  (ISBN 0-595-21538-6).

## Éléments discographiques
- Gary McFarland. Soft Samba. Verve Records, 1966
- Helen Merrill. The feeling is mutual (Emarcy, 1965)
- Bill Evans. Bill Evans at Town Hall (Verve Records, 1966) avec Chuck Israels
- Bill Evans. The secret sessions : 1966-1975 (Milestone, 1996). Contient quelques titres enregistrés avec le batteur en 1966 au Village Vanguard.
- Jon Mayer Trio. Strictly Confidential (Fresh Sound, 2003). avec Chuck Israels.
- Lisa Hearns. I Got It Bad And That Ain't Good (CD Baby, 2009)